# Maria Carme Arnau i Orts
Maria Carme Arnau i Orts (Alfara del Patriarca, 1 d'abril de 1958) és una poetessa valenciana.

## Biografia
Maria Carme Arnau és llicenciada en Psicologia i Filosofia i Ciències de l'Educació per la Universitat de València. Diplomada en Professorat d'Eduació Bàsica. Ha treballat en diversos seminaris d'investigació educativa. Actualment, treballa de psicopedagoga en un institut d'educació secundària públic i és professora associada a la Facultat de Psicologia de la Universitat de València. Com a poeta compta amb una obra sòlida i important al seu darrere. Ha estat inclosa en les antologies: Elogi de la constància, Homenatge a Maria Mercè Marçal, Poemes d'un segle, Versos per a Marc, Homenatge a la paraula, Testimoni cívic de Santiago Bru i Vidal, Solcs de paraules, 20 anys de poesia a la Universitat, De formes i de poesia, Vosaltres les paraules. Col·labora en diverses revistes literàries i pertany al cercle poètic "Argila de l'Aire".

## Obra

### Poesia
- Bri de vols, 1996
- Clissar les hores 1998
- Totes les mars són una sola mar, 2005
- Fragments de cel, 2007
- Bastir la mar endins, 2008
- En el desert dels meus ulls, 2009
- Itinerari de tendresa, 2010
- Paraules sota la pell de l'univers, 2012
- Aquest so entre el no-res i l'infinit, 2016
- En el decréixer de la pluja, 2017
- En el principi la set i la sal, 2019
- Habitatge de mirades i secrets, 2024
- Profunditat infinita i sagrada, 2025
- Geografia d'aigua, 2025

NARRATIVA
- La raó s'escampa en l'aigua., 2021
- L'essència de l'arbre, 2023

## Premis
- Menció Honorífica del Premi de Poesia Ibn Hazn de la ciutat de Xàtiva 1998
- IV Premi de Creació Poètica de Paiporta, 2005
- XII Premi de Poesia Paco Mollà, 2006
- Premi de Poesia Jordi de sant Jordi de la Vall d'Uixó 2007
- III Premi Especial de Poesia Goleta i Bergantí del Masnou 2008
- Izan Hazm  de la ciutat de Xàtiva, 2009
- Ciutat de torrent de poesia, 2011
- Premi Poesia d'Alberic Francesc Badenes Dalmau 2014
- Marià Manent, 2016
- Estabell Energia. Òmnium Cultural, 2018
- Sant Vicenç del Raspeig, 2021
- Sant Antoni, Tarragona, 2023
- Premi Pastor Aicar de Beneixama, 2023
- Premi de poesia Vila de Cambrils, 2023
- Premis de la Mar. XXXI Premi de poesia Miquel Peris i Segarra, 2024

Premis narrativa.
- Premi Rafael Comenge 2020